# Aleksandr Sujorukov
Aleksandr Sujorukov (Rusia, 22 de febrero de 1988) es un nadador ruso especializado en pruebas de media distancia estilo libre, donde consiguió ser subcampeón olímpico en 2008 en los relevos de 4x200 metros estilo libre.

## Carrera deportiva
En los Juegos Olímpicos de Pekín 2008 ganó la medalla de plata en los relevos de 4x200 metros libres, con un tiempo de 7:03.70 segundos que fue récord de Europa, tras Estados Unidos y por delante de Australia (bronce).